# Rezerwat przyrody Wydrze
Wydrze – rezerwat przyrody położony w miejscowości Wydrze, w gminie Rakszawa, w powiecie łańcuckim, w województwie podkarpackim.
Obejmuje oddziały leśne 35d,f,g,h, 44b,c, 45a,b,c leśnictwa Wydrze (Nadleśnictwo Leżajsk). Wraz z okolicą wchodzi w skład Brzóźniańskiego Obszaru Chronionego Krajobrazu oraz obszaru Natura 2000 „Lasy Leżajskie” (PLH180047).
- numer według rejestru wojewódzkiego: 27[4]
- akt powołujący: Zarządzenie Ministra Leśnictwa i Przemysłu Drzewnego z dnia 22 kwietnia 1983 r. w sprawie uznania za rezerwaty przyrody (M.P. z 1983 r. nr 16, poz. 91)
- powierzchnia: 15,64 ha[1] (akt powołujący podawał 14,64 ha)
- rodzaj rezerwatu: leśny[1][2]

- typ rezerwatu – florystyczny

- podtyp rezerwatu – krzewów i drzew

- typ ekosystemu – leśny i borowy

- podtyp ekosystemu – lasów nizinnych

- przedmiot ochrony (według aktu powołującego): fragment drzewostanu z dużym udziałem modrzewia polskiego oraz starodrzewu bukowego z wieloma gatunkami roślin górskich w runie[1][2]

Główne zbiorowisko leśne rezerwatu to żyzna buczyna karpacka występująca tu w formie podgórskiej. W drzewostanie dominuje buk, z domieszką sosny i modrzewia polskiego.
Flora rezerwatu liczy 146 gatunków roślin, w tym 15 gatunków górskich takich jak m.in.: żywiec gruczołowaty, sałatnica leśna, kosmatka olbrzymia, przetacznik górski.